# La città delle donne
 La città delle donne és una pel·lícula franco-italiana dirigida per Federico Fellini el 1979 i estrenada el 1980.

## Argument
En un tren on viatgen els esposos Snàporaz, el marit aborda una desconeguda que amaga i baixa quan el comboi s'atura al mig del camp. Snàporaz segueix aquesta senyora i es troba en una gran casa plena de dones que celebren una mena de congrés. Anirà d'una trobada estranya a l'altre, trobant-se sobretot amb un Don Joan vulgar, Katzone...

## Repartiment
- Marcello Mastroianni: Snàporaz
- Anna Prucnal: Elena Snàporaz
- Bernice Stegers: La desconeguda al tren
- Ettore Manni: El Doctor Xavier Katzone
- Donatella Damiani: Donatella
- Jole Silvani: La motociclista
- Fiammetta Baralla: Onlio
- Catherine Carrel: La comandant
- Marcella Di Falco: L'esclava
- Silvana Fusacchia: La patinadora
- Gabriella Giorgelli: La pecadora de San Leo
- Sibilla Sedat: La jutgessa
- Alessandra Panelli: La mestressa de casa
- Rosaria Tafuri: La ballarina
- Carla Terlizzi: Una "conquista" de Katzone
- Fiorella Molinari: La punk
- Katren Gebelein: La petita Enderbreith
- Marina Hedman: dona a l'infern
- Hélène Calzarelli, Stéphane Emilfolk, Dominique Labourier, Sylvie Meyer, Maïté Nahyr, Loredana Solfizi i Sylvie Wacrenier: Les militants féministes

## Rebuda
"Arribat al llindar de la tercera edat, Fellini com a director ha (per la seva fortuna i nostra) entrat en aquella esplendida maduresa en que un monstre sagrat aconsegueix aprofundir els seus tresors. Et deixa portar de la cavalcada de les invencions, i aconsegueixes encara gaudir (com un nen petit que acaba de descobrir adés el cinema), a cada seqüència, a cada quadre. Si a La città delle donne batega el suspens per la història, o pels ingredients (no importa com acabaran Snàporaz o Katzone..."